# Джабба Гатт
Джабба Десиліджик Тіуре (англ. Jabba Desilijic Tiure), також відомий як Джабба Гатт (англ. Jabba the Hutt) — вигаданий персонаж кіносаги в стилі космічної опери Зоряних війн Джорджа Лукаса і даного всесвіту, величезний слимакоподібний інопланетянин. Його зовнішній вигляд був описаний кінокритиком Роджером Ебертом як «Діккенсіанський», щось середнє між жабою і Чеширським котом.
У кіносазі Джабба вперше згадується у фільмі «Нова надія» (1977), а потім у «Імперія завдає удару у відповідь» (1980), де про нього говориться як про безжального гангстера, який призначив нагороду за упіймання Хана Соло, котрий заборгував йому гроші за провал доставки контрабандного вантажу. Коли «Нова надія» була перевидана в 1997 році, Джабба був включений в сцену, яку вирізано з оригінального фільму — оглядом на появу технології CGI з моменту виходу першої версії фільму. Джабба вперше з'явився на екрані в третьому фільмі, «Повернення джедая» (1983), в якому його образ був створений за допомогою складної аніматронної ляльки. Він був другорядним антагоністом всієї першої частини фільму, де показувалося його насильство над безліччю своїх слуг, Джабба призначив щедру винагороду за голову Соло, намагався вбити Люка Скайуокера і поневолили принцесу Лею Органу, яка врешті-решт вбиває його. У першому з фільмів-приквелів, «Прихована загроза», Джабба з'являється в камео — початок гонки на подах.
Роль Джабби в «Зоряних війнах» передусім антагоністична. Він постає приблизно 600-річним Гаттом, кримінальним авторитетом і гангстером, який оточений свитою працюючих на нього злочинців, мисливців за головами, контрабандистів, найманих вбивць і охоронців, за допомогою яких керує своєю кримінальною імперією. У своєму палаці на планеті-пустелі Татуїні він має в розпорядженні безліч слуг: рабів, дроїдів і різних інопланетних істот. Джабба має похмуре почуття гумору, невгамовний апетит і пристрасть до азартних ігор, дівчат-рабинь і тортур.
Персонаж був включений в мерчандайзингову кампанію Star Wars, яка поєднувалася з прем'єрним випуском «Повернення Джедая». Крім фільмів, Джабба Гатт фігурував в літературних творах по всесвіту Star Wars, у яких іноді згадувалося його повне ім'я, Джабба Десіліджик Тіуре. З тих пір образ Джабби Гатта зіграв важливу роль у популярній культурі, особливо в Сполучених Штатах. Це ім'я використовується як сатиричний літературний прийом і політична карикатура, щоб підкреслити негативні якості об'єкта критики, такі як ожиріння і корумпованість.